# Heiko Postma

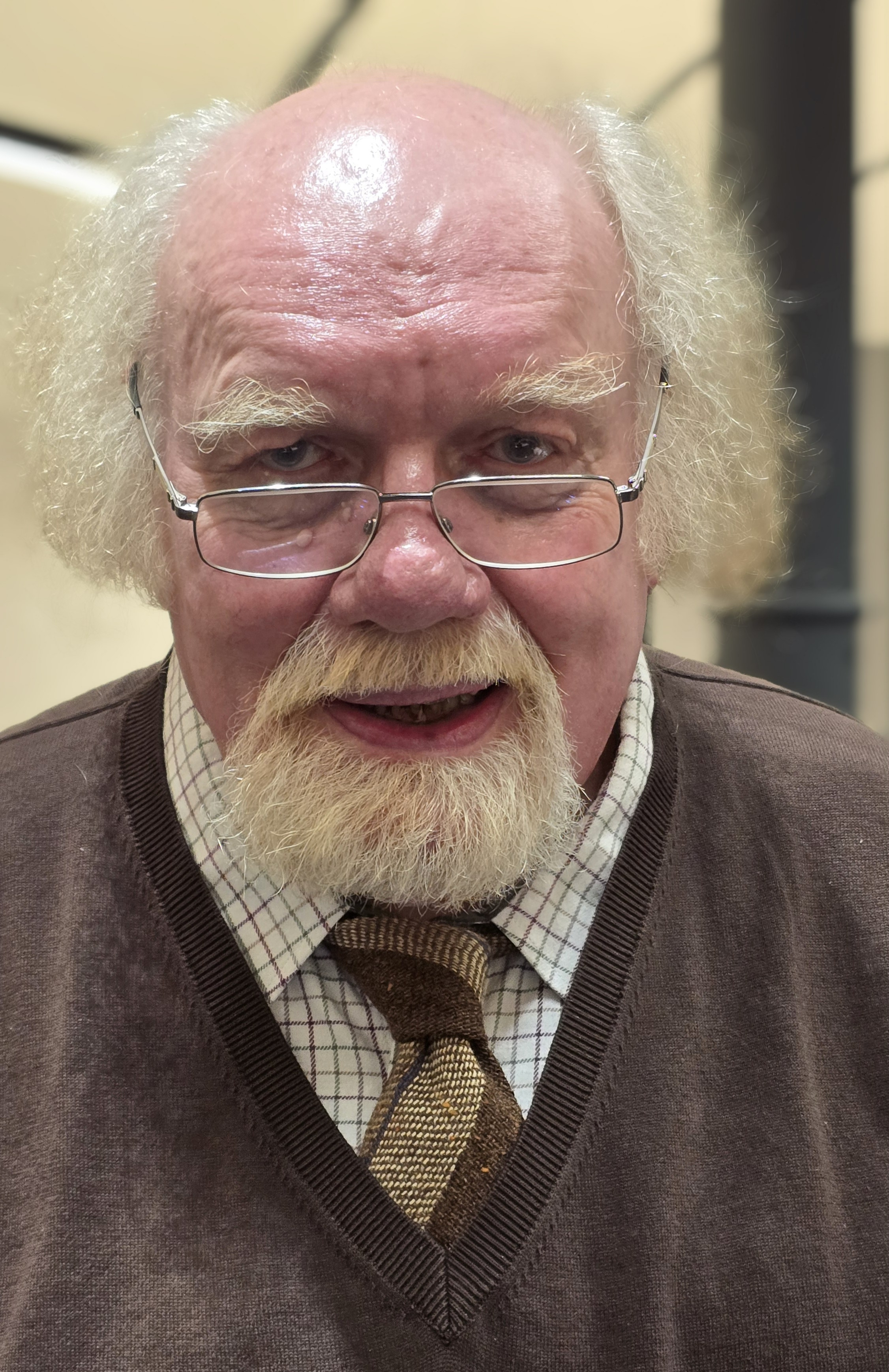
Heiko Postma Anfang April 2025

Heiko Postma (* 26. Juli 1946 in Wesermünde, heute Bremerhaven) ist ein deutscher Publizist, Schriftsteller und Übersetzer.

## Leben
Heiko Postma wuchs in Bremerhaven auf. Er studierte Germanistik, Philosophie und Wissenschaft von der Politik an der Universität Hannover. 1975 promovierte er bei Hans Mayer über Arno Schmidt.
Postma arbeitete längere Zeit im niedersächsischen Schuldienst (vor allem an der Käthe-Kollwitz-Schule (Hannover)), daneben verfolgte er eine publizistische Tätigkeit (Zeitung, Rundfunk). In den Jahren 1985 bis 2011 war er Redakteur der Literaturzeitschrift die horen. Zeitschrift für Literatur, Kunst und Kritik. Noch länger war Postma Mitarbeiter der Hannoverschen Allgemeinen Zeitung und anderer Zeitungen, Zeitschriften und Rundfunkanstalten. Einige Jahre war er an Roland H. Wiegensteins Seite Moderator der Hörfunkreihe »Das Literarische Rätsel« im Norddeutschen Rundfunk (NDR), Ostdeutschen Rundfunk Brandenburg (ORB) und Westdeutschen Rundfunk.
Postma veröffentlichte Essays zur europäischen Literatur, Glossen, Buch- und Theaterkritiken, Beiträge zu Aufsatzsammlungen, Zeitungskolumnen (Galerie der Detektive, Universum der Phantasten), Werkbiografien zu Jules Verne, Heinrich Albert Oppermann und Robert Burns. Dazu schuf er Übersetzungen (u. a. Robert Burns, sowie Komödien von William Shakespeare, Carlo Goldoni und Ludvig Holberg) und Reihen-Herausgaben (Kabinett der Phantasten).

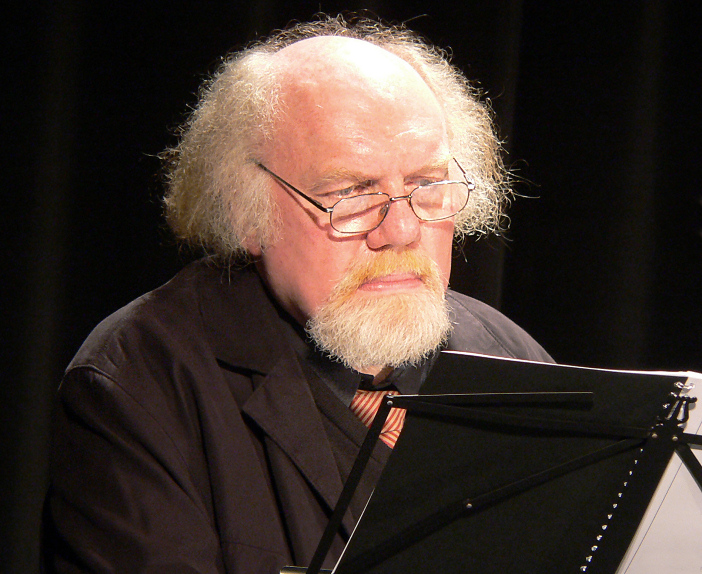
Postma bei einer Lesung 2009

Mit einem umfangreichen Lesungsprogramm (unter anderem über Wilhelm Busch, Jeremias Gotthelf, Robert Burns, Annette von Droste-Hülshoff und Hannover in der Literatur des 17.–20. Jahrhunderts) tritt er in ganz Deutschland, vornehmlich in Norddeutschland auf. Ein von ihm benutztes Pseudonym ist Thomas O’Kiep (Anagramm von Heiko Postma). Postma lebt als freier Autor in der niedersächsischen Landeshauptstadt Hannover.

## Zitat über Postma
„Das besondere Talent des Autors Heiko Postma besteht darin, über Schriftsteller vergangener Jahrhunderte zu plaudern wie über alte Bekannte.“

## Publikationen (Auswahl)
- Aufarbeitung und Vermittlung literarischer Traditionen. Arno Schmidt und seine Arbeiten zur Literatur. Hannover 1975 (Hannover, Technische Universität, Dissertation, 1975), (2. Auflage, um Vorbemerkung und Anhang vermehrt. Bangert & Metzler, Frankfurt am Main 1982, ISBN 3-924147-00-0)
- Heinrich Albert Oppermann, Portrait eines Niedersachsen. In: Heinrich Albert Oppermann: Hundert Jahre, 1770–1870. Zeit- und Lebensbilder aus drei Generationen. 3 Bände. (Nachdruck der 1. Ausgabe. Leipzig 1870.) Verlag Zweitausendeins. Frankfurt a. M. 1982. Bd. 3. Anhang
- als Herausgeber: Galerie der Detektive. 123 Portraits von Sherlock Holmes bis Nero Wolfe. Mit einer Bibliographie. Revonnah, Hannover 1997, ISBN 3-927715-50-6
- mit Ronald Meyer-Arlt: War Goethe Schillers Flöte? 100 Fragen zu Leben & Werk des Dichters (= edition die horen. Bd. 25). Wirtschaftsverlag N. W. Verlag für Neue Wissenschaft, Bremerhaven 1999, ISBN 3-89701-443-2
- Wer irrt hier durch den Bücherwald? Das literarische Rätselbuch von Magister Tinius. Revonnah, Hannover 2000, ISBN 3-927715-98-0 (jetzt beim JMB Verlag mit ISBN 978-3-940970-33-6)
- Gute Nacht, Goethe! Friedrich Theodor Vischer und sein „Faust III“. Revonnah, Hannover 2001, ISBN 3-934818-30-7
- „Mit Whisky trotzen wir dem Satan!“ Leben und Lieder des schottischen Barden Robert Burns (1759–1796). Revonnah, Hannover 2003, ISBN 3-934818-14-5 bzw. JMB, Hannover 2008, ISBN 978-3-940970-95-4.
- als Übersetzer aus dem Schottischen: Robert Burns: The Jolly Beggars. A Cantata. = Die munteren Bettler. Revonnah, Hannover 2005, ISBN 3-934818-62-5
- mit Ekkehard Böhm: Reisende in Anderswelten. Kleine Galerie großer Helden der phantastischen Literatur. 42 Klassiker des Genres. Revonnah, Hannover 2005, ISBN 3-934818-48-X
- als Übersetzer aus dem Englischen: Charles Dickens: Ein Weihnachtslied. In Prosa. Das ist: eine Weihnachts-Geister-Geschichte. = A Christmas Carol. Revonnah, Hannover 2006, ISBN 3-934818-67-6 (mehrere Auflagen) und JMB, Hannover 2010, ISBN 978-3-940970-31-2
- „Als wenn der Blitz einschlüge“. Über den Experimental-Denker Georg Christoph Lichtenberg (1742–1799) (= Von Büchern und Menschen. Bd. 5). JMB, Hannover 2008, ISBN 978-3-940970-05-3.
- „Auf wildem Pfad durch Fels und Heide“. Mit Robert Burns in den schottischen Highlands. Revonnah, Hannover 2008, ISBN 978-3-934818-81-1
- „ ... dann leben sie noch heute.“ Über die Gelehrten, Volkskundler und Märchensammler Jacob & Wilhelm Grimm (1785–1863 & 1786–1859) (= Von Büchern und Menschen. Bd. 7). JMB, Hannover 2008, ISBN 978-3-940970-07-7.
- „Exzellent!“, rief ich. „Elementar“, sagte er. Über Sherlock Holmes & Doktor Watson nebst einigen Betrachtungen zu Sir Arthur Conan Doyle. Sowie einem Anhang mit drei Holmes-Episoden außerhalb des Kanons (= Von Büchern und Menschen. Bd. 3). JMB, Hannover 2008, ISBN 978-3-940970-03-9.
- Goldene Körner in des Lesers Phantasie. Über Leben und Werk des Schriftstellers Wilhelm Hauff (1802–1827) (= Von Büchern und Menschen. Bd. 4). JMB, Hannover 2008, ISBN 978-3-940970-04-6.
- „Ich müßte lachen, wenn gerade die Welt unterginge …“ Über den Dicht-, Denk- und Zeichenkünstler Wilhelm Busch (1832–1908) (= Von Büchern und Menschen. Bd. 1). JMB, Hannover 2008, ISBN 978-3-940970-01-5.
- Märchenblumen und der süße Reiz der Sage. Über den Forscher und Sammler, Poeten und Erzähler Ludwig Bechstein (1801–1860) (= Von Büchern und Menschen. Bd. 6). JMB, Hannover 2008, ISBN 978-3-940970-06-0
- „Mein Gott! Da sieht es sauber aus!“ Eine literarische Zeitreise durch Hannover. JMB, Hannover 2008, ISBN 978-3-940970-99-2.
- „Und darf nur heimlich lösen mein Haar …“ Über die Dichterin Annette von Droste-Hülshoff (1797–1848). (= Von Büchern und Menschen. Bd. 8). JMB, Hannover 2008, ISBN 978-3-940970-08-4
- Der Unzeitgeistliche. Über den kampfstarken Pfarrer und Schriftsteller Albert Bitzius alias Jeremias Gotthelf (1797–1854) (= Von Büchern und Menschen. Bd. 2). JMB, Hannover 2008, ISBN 978-3-940970-02-2.
- In Radebeul auf fremden Pfaden. über Werk & Wesen, Leben & Lebenslegende des Volksschriftstellers Karl May (1842–1912) (= Von Büchern und Menschen. Bd. 19). JMB, Hannover 2011. ISBN 978-3-940970-19-0.
- «...um des Reimes willen» Über den Poeten Christian Morgenstern (1871–1914). jmb-Verlag, Hannover 2015, ISBN 978-3-944342-61-0.
- als Übersetzer aus dem Niederländischen: Felix Timmermans: Sünnerklaus in Not (De Nood van Sinter-Klaas). JMB, Hannover 2022, ISBN 978-3-95945-035-5.